# Riddim Driven: Glue
Riddim Driven: Glue jest dwudziestą składanką z serii Riddim Driven. Została wydana w styczniu 2002 na CD i LP. Album zawiera piosenki nagrane na riddimie „Glue” stworzonym przez Richarda „Shams” Browne

## Lista
1. „Murder” – T.O.K.
2. „More Strength” – Chico
3. „Miss Matty Son” – Elephant Man
4. „Samfy I” – Sean Paul
5. „Love Me” – M’Lonie
6. „Immaculate” – Degree
7. „Gyal Pt. 2" – Monster Twins
8. „Bling Dawg Mi Name” – Bling Dawg
9. „Cherry Pie” – Ce’Cile
10. „Top Ten” – Hawkeye
11. „Nah Stop Seh So” – Frisco Kid
12. „Check” – Red Rat
13. „Dig It Up” – Goofy
14. „What A Night” – Lukie D
15. „Man Fi Love” – Desperado
16. „Call Me Now” – Psyco